# Заккур
Заккур (д/н — бл. 785 до н. е.) — цар Хамату і Лу'аша в 805—785 роках до н. е. Низка дослідників вважають його Заккуром II, оскільки Заккур I нібито панував у X ст. до н. е.

## Життєпис
За походженням був арамеєм. Народився за різними відомостями в царстві Хана або в місті Ана в середній течії Євфрату. Можливо, був родичем (сином) Мардук-аплар-узура, царя Суху. Між 807 і 805 роками до н. е. зумів захопити владу в царстві Хамат. Обставини цього невідомі. За однією версією він очолював арамейських найманців, які після смерті хаматського царя Уратамі повалили його наступника, зробивши царем Заккура. За іншою версією, з огляду на союз між Уратамі та Мардук-аплар-узуром він міг був підкріплений шлюбом між Заккуром і донькою хаматського царя. Тоді сам Заккур міг претендувати на трон, поваливши свого тестя або шварга. Ще за однією версією Заккур спочатку став царем держави Лу'аш (на північний схід від Хамату), а потім захопив власне Хамат.
З самого початку на троні спрямував зусилля на скинення залежності від Арамського царства. У відповідь володар того Бен-Хадад III в союзі з царствами Ку'е, Мелід, Самал, Унка і Гургум, взяв в облогу Хаму, столицю Хамату. Лише за допомоги ассирійського царя Адад-нірарі III вдалося зняти облогу. Втім у своїх написах (відома як Стела Заккура) цар Хамату лише дякує богу Баал-Шамаїму. У 804 році до н. е. Заккур допомагав ассирійцям у підкорені Дамаску. 
До 796 році до н. е. переніс столицю до Хазріку (у ассирійців — Хатарика, в юдеїв — Гадра). На думку дослідників, це було пов'язано з цим, що в тій області арамеї становили більшість. Тому там Заккур відчував себе певніше.
На стелі з Антак'ї розповідається про територіальний конфлікт Заккура з містом-державою Арпад за місто Нахласі з навколишньою областю. Лише за втручання ассирійців вдалося залагодити конфлікт, але Хамат поступився землями арпадському царю Атар-шумкі I. Це свідчить на збільшення залежності Хамату від Ассирії, можливо, навіть Заккур визнав зверхність ассирійського царя.
Помер близько 785 року до н. е. Йому спадкував онук Заккур II.